# James Graves Scrugham

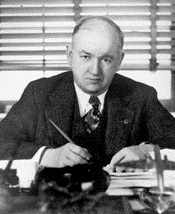
James Graves Scrugham

James Graves Scrugham (* 19. Januar 1880 in Lexington, Kentucky; † 23. Juni 1945 in San Diego, Kalifornien) war ein US-amerikanischer Politiker und von 1923 bis 1927 Gouverneur von Nevada. Zwischen 1933 und 1945 vertrat er seinen Staat in beiden Kammern des US-Kongresses.

## Frühe Jahre und politischer Aufstieg
James Scrugham studierte an der University of Kentucky in Lexington Ingenieurwesen. Danach arbeitete er zunächst bei einigen Unternehmen in Cincinnati, Chicago und San Francisco, ehe er nach Nevada umzog. Im Jahr 1903 wurde Scrugham assistant professor für Maschinenbau an der University of Nevada, Reno. 1904 kehrte er für kurze Zeit nach Kentucky zurück, wo er Julia McCann heiratete, mit der er später zwei Kinder haben sollte. Im Jahr 1905 stieg er an der University of Nevada zum Dozenten für Maschinenbau auf und ein weiteres Jahr später wurde Scrugham zum Professor auf seinem Fachgebiet ernannt. Im Jahr 1912 wurde er auch Professor für Elektrotechnik. Zwischen 1914 und 1917 war er als Dekan Leiter dieser Fakultät.
Scrugham wurde Mitglied der Demokratischen Partei. Während des Ersten Weltkriegs war er für ein Jahr Soldat der US-Armee. Danach brachte er es als Reserveoffizier der Armee bis zum Oberstleutnant. Von 1917 bis 1923 war Scrugham State Engineer. Seine Zeit in diesem Amt wurde von der erwähnten Militärzeit unterbrochen. Sein Hauptwerk als State Engineer waren die Vorbereitungen zum Bau eines Staudamms am Colorado River. Dazu musste er mit den Nachbarstaaten und der Bundesregierung verhandeln. Der Bau verzögerte sich, weil Arizona den Plan ablehnte. Der nach Präsident Herbert C. Hoover benannte Hoover Dam wurde zwischen 1931 und 1935 fertiggestellt.

## Gouverneur von Nevada
Im November 1922 wurde Scrugham zum neuen Gouverneur seines Staates gewählt. In seiner vierjährigen Amtszeit, die am 1. Januar 1923 begann, wurden unter anderem ein Rentengesetz verabschiedet und Nationalparks geplant. In Las Vegas wurde der erste Flughafen eröffnet. Außerdem kämpfte Scrugham als Gouverneur weiter für den Bau des erwähnten Staudammes. Er ließ auch die Straßen des Staates weiter ausbauen, um dem gestiegenen Verkehrsaufkommen gerecht zu werden. Im Jahr 1926 bewarb sich der Gouverneur erfolglos um seine Wiederwahl. Daher musste er am 3. Januar 1927 sein Amt aufgeben.

## Scrugham im Kongress
Nach seiner Gouverneurszeit ging Scrugham zum Nevada State Journal, wo er bis 1927 als Redakteur und Herausgeber arbeitete. Anschließend wurde er Sonderberater des Innenministers für Projekte am Colorado River. Dabei ging es vornehmlich um den Bau des Hoover-Damms. Zwischen dem 4. März 1933 und dem 7. Dezember 1942 vertrat Scrugham seinen Staat im US-Repräsentantenhaus. An diesem Tag trat er zurück, um die Nachfolge des verstorbenen Senators Key Pittman im US-Senat zu übernehmen. Dieses Mandat war zwischenzeitlich durch Berkeley L. Bunker bis zur Wahl von Scrugham ausgeübt worden. Die Amtszeit im Senat wäre noch bis zum 3. Januar 1947 gelaufen. Allerdings starb Senator Scrugham bereits am 23. Juni 1945 im Marinekrankenhaus von San Diego. Er wurde auf dem Mountain View Cemetery in Reno beigesetzt. Seinen Sitz im Senat übernahm Edward P. Carville.